# Austin Willis
Alexander Austin Willis (Halifax, 30 settembre 1917 – Dartmouth, 4 aprile 2004) è stato un attore canadese.

## Biografia
Nacque a Halifax, in Nuova Scozia, dai genitori Alexander Samuel ed Emma Graham Willis. Suo fratello maggiore, J. Frank Willis, era un'emittente radiofonica presso la Canadian Radio Broadcasting Commission (in seguito CBC). 
Nel 2002 è stato nominato membro dell'Ordine del Canada. È conosciuto a livello internazionale per la sua interpretazione di Simmons, l'uomo che Auric Goldfinger batte a carte nelle scene di apertura del film di James Bond, Agente 007 - Missione Goldfinger.

## Vita privata
È stato sposato dal 1953 al 1962 con l'attrice canadese Kate Reid. I due ebbero due figli. Dal 1984 fino alla morte fu sposato con Gwen LaForty.

## Filmografia parziale

### Cinema
- Sins of the Fathers, regia di Phil Rosen (1948)
- A Dangerous Age, regia di Sidney J. Furie (1957)
- Il ruggito del topo (The Mouse That Roared), regia di Jack Arnold (1959)
- Su e giù per le scale (Upstairs and Downstairs), regia di Ralph Thomas (1959)
- Dramma nello specchio (Crack in the Mirror), regia di Richard Fleischer (1960)
- Alla conquista dell'infinito (I Aim at the Stars o Wernher von Braun), regia di J. Lee Thompson (1960)
- Revak, lo schiavo di Cartagine (The Barbarians), regia di Rudolph Maté (1960)
- Agente 007 - Missione Goldfinger (Goldfinger), regia di Guy Hamilton (1964)
- L'ora delle pistole (Hour of the Gun), regia di John Sturges (1967)
- Lo strangolatore di Boston (The Boston Strangler), regia di Richard Fleischer (1968)
- Face-Off, regia di George McCowan (1971)
- L'ultimo viaggio dell'arca di Noè (The Last Flight of Noah's Ark), regia di Charles Jarrott (1980)
- Firefox - Volpe di fuoco (Firefox), regia di Clint Eastwood (1982)
- Nato per vincere (The Boy in Blue), regia di Charles Jarrott (1986)

### Televisione
- Space Command – serie TV, 149 episodi (1953)
- Seaway: acque difficili (Seaway) – serie TV, 30 episodi (1965-1966)
- La pattuglia del deserto (The Rat Patrol) – serie TV, un episodio (1967)

## Doppiatori italiani
Nelle versioni in italiano delle opere in cui ha recitato, Austin Willis è stato doppiato da:
- Arturo Dominici in Alla conquista dell'infinito
- Gualtiero De Angelis in Revak, lo schiavo di Cartagine
- Mario Pisu in Agente 007 - Missione Goldfinger
- Romano Ghini in L'ora delle pistole
- Giulio Panicali in L'ora delle pistole
- Mico Cundari in Firefox - Volpe di fuoco